# Otto Wolf
Otto Wolf (5. června 1927 Mohelnice – 20. dubna 1945 Kozlov) byl český Žid, oběť nacismu a autor deníku psaného během ukrývání před nacisty následně knižně vydaného.

## Život

### Před druhou světovou válkou
Otto Wolf se narodil 5. června 1927 v Mohelnici v česko-židovské rodině Bertholda a Růženy Wolfových jako jejich nejmladší syn. Byl členem mohelnického Sokola. V roce 1933 se jeho rodina přestěhovala do Olomouce.

### Druhá světová válka
Po německé okupaci v březnu 1939 se rodina Otty Wolfa přestěhovala do Tršic. Byla na ní uvalena protižidovská opatření. V červnu 1942 se rodina rozhodla nenastoupit do transportu, který ji měl odvézt do Terezína a ukrýt se v okolí Tršic a Zákřova. Částečně ve vsích samotných a částečně v předem připraveném lesním úkrytu se rodině za nezištné pomoci místních obyvatel, zejména Jaroslava Zdařila, podařilo kromě Otty Wolfa přežít druhou světovou válku. Otto Wolf se stal 20. dubna 1945 obětí protipartyzánské akce zorganizované příslušníky přerovského gestapa a k wehrmachtu a přidružené kozácké jednotky. O dva dny dříve byl zadržen společně s dalšími osmnácti muži v Zákřově a brutálně vyslýchán. Dne 20. dubna byli všichni odvedeni do údolí nad Velký Újezd, kde do nich bylo stříleno. Bez ohledu na to, zda byli postižení již mrtví nebo ne byli zavřeni do dřevěné boudy a upáleni. Po válce byly jejich ostatky pohřbeny na hřbitově v Tršicích. V místě tragédie byl po válce zřízen Pomník Zákřovský Žalov.

## Deník Otty Wolfa
Otto Wolf si po odchodu do úkrytu začal 22. června 1942 psát deník, který se stal autentickým svědectvím prožívaných událostí. Po jeho tragickém skonu jej do konce války dopsala jeho sestra Felicitas, která jej poté měla u sebe. Přes veškeré úsilí se jí nepodařilo deník vydat v poválečném období. Po roce 1968 emigrovala do Spojených států amerických, kde jej věnovala United States Holocaust Memorial Museum ve Washingtonu D. C. V letech 1997 a 2011 nakonec došlo k jeho knižnímu vydání.

## Rodina
Otec Otty Wolfa Berthold Wolf pracoval po válce jako kantor pro Židovskou obec v Olomouci. Bratr Kurt Wolf opustil Protektorát Čechy a Morava již v roce 1939, stal se příslušníkem 1. československého samostatného polního praporu v Sovětském svazu a 9. března 1943 padl v bitvě u Sokolova.

## Posmrtné připomínky
- V roce 1947 byla bratrům Kurtovi a Ottovi Wolfovým v nádražní ulici v Mohelnici odhalena pamětní deska[4]
- V roce 2011 byla v loštické synagoze zřízena Knihovna Otty Wolfa